# FTM日本
『FTM日本』（エフティーエムにほん）は、作家の虎井まさ衛が主宰する、トランスジェンダーの当事者、研究者、支援者のためのミニコミ誌である。1994年7月に創刊。年4回発行。
内容は基本的にすべて読者からの投稿で成り立っており、性同一性障害に関連する最新情報や、研究者の論文、海外情報の翻訳なども掲載されている。文通相手・交際相手や、治療に関する情報を求める伝言板のようなコーナーもある。